# ماريو سيزار راميريز
ماريو سيزار راميريز (بالإسبانية: Mario César Ramírez) (25 مايو 1965 في باراغواي - ) هو مدرب كرة قدم ولاعب كرة قدم باراغواياني في مركز الدفاع. شارك مع منتخب باراغواي لكرة القدم. أما مع النوادي، فقد لعب مع أوليمبيا أسونسيون وسبورتيفو لوكوينو وتيبورونيس روخوس دي فيراكروز ونادي 12 أكتوبر لكرة القدم وتكستيل منديتش ‏ ونادي غواراني (نادي كرة قدم) ونادي سول دي أميريكا.

## وصلات خارجية
- ماريو سيزار راميريز على موقع قاعدة بيانات كرة القدم.إي يو (الإنجليزية)
- ماريو سيزار راميريز على موقع ناشيونال فوتبول تيمز (الإنجليزية)
- ماريو سيزار راميريز على موقع عالم كرة القدم.نت (الإنجليزية)